# 若竹七海
若竹 七海（わかたけ ななみ、1963年 -）は、日本の作家。
東京都生まれ。立教大学文学部史学科卒。夫は評論家・テレビプロデューサーの小山正。

## 経歴・作風
大学在学中はミステリクラブに所属しており、木智みはる名義で創元推理文庫の折り込み冊子『紙魚の手帖』で「女子大生はチャターボックス」という書評のコーナーを担当していた。大学卒業後、業界紙の編集部などに勤務し、5年のOL生活を経て1991年『ぼくのミステリな日常』でデビュー。『夏の果て』（『閉ざされた夏』と改題して93年刊行）で第38回江戸川乱歩賞最終候補。本格推理小説、ハードボイルド、コージー・ミステリ、ホラー、パニック小説、歴史ミステリーと多彩な作風だが、その中で一貫して人の心の中に潜む悪意を描いているところに特徴がある。

## 文学賞受賞・候補歴
太字が受賞したもの
- 1992年 - 「夏の果て」で第38回江戸川乱歩賞候補[2]。
- 1993年 - 「優しい水」で第46回日本推理作家協会賞（短編および連作短編集部門）候補[3]。
- 1995年 - 「手紙嫌い」で第48回日本推理作家協会賞（短編および連作短編集部門）候補[4]。
- 1998年 - 『スクランブル』で第51回日本推理作家協会賞（短編および連作短編集部門）候補[5]。
- 2002年 - 『悪いうさぎ』で第55回日本推理作家協会賞（長編および連作短編集部門）候補[6]。
- 2013年 - 「暗い越流」で第66回日本推理作家協会賞（短編部門）受賞[7]。
- 2017年 - 『静かな炎天』でマルタの鷹協会・ファルコン賞受賞

## ミステリ・ランキング

### 週刊文春ミステリーベスト10
- 2015年 - 『さよならの手口』10位
- 2016年 - 『静かな炎天』11位
- 2018年 - 『錆びた滑車』6位
- 2019年 - 『殺人鬼がもう一人』 17位

### このミステリーがすごい!
- 1991年 - 『ぼくのミステリな日常』6位
- 2000年 - 『依頼人は死んだ』16位
- 2016年 - 『さよならの手口』4位
- 2017年 - 『静かな炎天』2位
- 2019年 - 『錆びた滑車』3位
- 2020年 - 『殺人鬼がもう一人』 12位

### 本格ミステリ・ベスト10
- 1998年 - 『海神の晩餐』20位
- 2016年 - 『さよならの手口』19位
- 2017年 - 『静かな炎天』18位
- 2019年 - 『錆びた滑車』24位
- 2020年 - 『殺人鬼がもう一人』 24位

### ミステリが読みたい!
- 2016年 - 『さよならの手口』10位
- 2017年 - 『静かな炎天』5位
- 2018年 - 『錆びた滑車』5位
- 2020年 - 『殺人鬼がもう一人』 14位

## 著作リスト

### 小説

#### 若竹七海シリーズ
- ぼくのミステリな日常（1991年3月 東京創元社 黄金の13 / 1996年12月 創元推理文庫）
- 心のなかの冷たい何か（1991年10月 創元クライム・クラブ / 2005年12月 創元推理文庫）

#### 葉村晶シリーズ
- プレゼント（1996年5月 中央公論新社 / 1998年12月 中公文庫）
- 依頼人は死んだ（2000年5月 文藝春秋 / 2003年6月 文春文庫）
- 悪いうさぎ（2001年10月 文藝春秋 / 2004年7月 文春文庫）
- さよならの手口（2014年11月 文春文庫）
- 静かな炎天（2016年8月 文春文庫）
- 錆びた滑車（2018年8月 文春文庫）
- 不穏な眠り（2019年12月 文春文庫）
- まぐさ桶の犬（2025年3月 文春文庫）

#### 葉崎市シリーズ
- ヴィラ・マグノリアの殺人（1999年6月 光文社 カッパ・ノベルス / 2002年9月 光文社文庫）
- 古書店アゼリアの死体（2000年7月 光文社 カッパ・ノベルス / 2003年9月 光文社文庫）
- クール・キャンデー（2000年10月 祥伝社文庫）
- 猫島ハウスの騒動（2006年7月 光文社 カッパ・ノベルス / 2009年5月 光文社文庫）
- プラスマイナスゼロ（2008年12月 ジャイブ / 2010年11月 ポプラ文庫ピュアフル / 2019年7月 ポプラ文庫）
- みんなのふこう（2010年11月 ポプラ社）
  - 【改題】みんなのふこう 葉崎は今夜も眠れない（2013年1月 ポプラ文庫ピュアフル / 2022年1月 ポプラ文庫）
- ポリス猫DCの事件簿（2011年1月 光文社 / 2013年8月 光文社文庫）
- パラダイス・ガーデンの喪失（2021年8月 光文社）

#### 御子柴くんシリーズ
- 御子柴くんの甘味と捜査（2014年6月 中公文庫）
- 御子柴くんと遠距離バディ（2017年12月 中公文庫）

#### ノン・シリーズ
- 水上音楽堂の冒険（1992年5月 創元クライム・クラブ）
- 閉ざされた夏（1993年1月 講談社 / 1998年7月 講談社文庫 / 2006年2月 光文社文庫）
- 火天風神（1994年10月 新潮社 / 2000年5月 新潮文庫 / 2006年8月 光文社文庫）
- サンタクロースのせいにしよう（1995年8月 集英社 / 1999年11月 集英社文庫）
- 製造迷夢（1995年8月 徳間書店 / 2000年11月 徳間文庫 / 2014年1月 徳間文庫【新装版】）
- 海神の晩餐（1997年1月 講談社 / 2000年1月 講談社文庫 / 2007年2月 光文社文庫）
- 船上にて（1997年3月 立風書房 / 2001年6月 講談社文庫 / 2007年7月 光文社文庫）
- スクランブル（1997年12月 集英社 / 2000年7月 集英社文庫）
- 八月の降霊会（1998年8月 角川書店 / 2000年8月 角川文庫）
- 遺品（1999年12月 角川ホラー文庫 / 2010年8月 光文社文庫）
- 名探偵は密航中（2000年3月 光文社 カッパ・ノベルス / 2003年3月 光文社文庫）
- 死んでも治らない―大道寺圭の事件簿（2002年1月 光文社 カッパ・ノベルス / 2005年1月 光文社文庫）
- バベル島（2008年01月 光文社文庫）
- 暗い越流（2014年3月 光文社 / 2016年10月 光文社文庫）
  - 収録作品：蠅男 / 暗い越流 / 幸せの家 / 狂酔 / 道楽者の金庫　※「蠅男」・「道楽者の金庫」は葉村晶シリーズ
- 殺人鬼がもう一人（2019年1月 光文社 / 2022年4月 光文社文庫）

### 旅行記
- マレー半島すちゃらか紀行（1995年7月 新潮社 / 1998年9月 新潮文庫） - 加門七海、高野宣李との共著
- 英国ミステリ道中ひざくりげ（2002年7月 光文社） - 小山正との共著

### 絵本
- 親切なおばけ（2006年12月 光文社 / 2021年11月 光文社） - 絵・杉田比呂美

### アンソロジー（収録）
「」内が収録されている若竹七海の作品

#### ザ・ベスト・ミステリーズ 推理小説年鑑
- 推理小説代表作選集 推理小説年鑑 1993（1993年6月 講談社）「優しい水」
  - 【分冊・改題】もうすぐ犯行記念日 ミステリー傑作選30（1996年4月 講談社文庫）
- ザ・ベストミステリーズ 1999 推理小説年鑑（1999年6月 講談社）「お嬢様出帆」
  - 【分冊・改題】密室＋アリバイ＝真犯人 ミステリー傑作選40（2002年2月 講談社文庫）
- ザ・ベストミステリーズ 2000 推理小説年鑑（2000年6月 講談社）「女探偵の夏休み」
  - 【分冊・改題】罪深き者に罰を ミステリー傑作選42（2002年11月 講談社文庫）
- ザ・ベストミステリーズ 2001 推理小説年鑑（2001年6月 講談社）「バベル島」
  - 【分冊・改題】終日犯罪 ミステリー傑作選44（2004年6月 講談社文庫）
- ザ・ベストミステリーズ 2002 推理小説年鑑（2002年7月 講談社）「殺しても死なない」
  - 【分冊・改題】零時の犯罪予報 ミステリー傑作選46（2005年4月 講談社文庫）
- ザ・ベストミステリーズ 2013 推理小説年鑑（2013年4月 講談社）「暗い越流」
  - 【分冊・改題】Symphony 漆黒の協奏曲 ミステリー傑作選（2016年4月 講談社文庫）
- ザ・ベストミステリーズ 2015 推理小説年鑑（2015年5月 講談社）「ゴブリンシャークの目」
  - 【分冊・改題】Acrobatic 物語の曲芸師たち ミステリー傑作選（2018年10月 講談社文庫）
- ザ・ベストミステリーズ 2016 推理小説年鑑（2016年5月 講談社）「静かな炎天」
  - 【分冊・改題】ベスト8ミステリーズ 2015（2019年4月 講談社文庫
- ザ・ベストミステリーズ 2017 推理小説年鑑（2017年5月 講談社）「きれいごとじゃない」
- ザ・ベストミステリーズ 2018 推理小説年鑑（2018年5月 講談社）「葬儀の裏で」

#### その他
- 競作 五十円玉二十枚の謎（1993年1月 東京創元社 / 2000年11月 創元推理文庫）「五十円玉二十枚の謎 問題編」
- 密室（1994年5月 カドカワノベルズ / 1997年10月 角川文庫）「声たち」
- 「傑作推理」(ベスト・オブ・ベスト)大全集〈下〉（1995年8月 光文社 カッパノベルス）「家族への手紙」
- 白昼夢（1995年8月 集英社文庫）「上下する地獄」
- 白のミステリー（1997年12月 光文社）「暗闇の猫はみんな黒猫」
  - 【改題・再編集】秘密の手紙箱（1999年12月 光文社文庫）
- 名探偵の饗宴（1998年3月 朝日新聞社 / 2015年3月 朝日文庫）「詩人の死」
- 七人の女探偵（1998年5月 廣済堂ノベルズ）「海の底」
- 不条理な殺人 ミステリー・アンソロジー（1998年7月 祥伝社文庫）「泥棒家業」
- 最新「珠玉推理」大全 下（1998年10月 光文社 カッパ・ノベルス）「白い顔」
  - 【改題】闇夜の芸術祭（2003年4月 光文社文庫）
- 不透明な殺人 ミステリー・アンソロジー（1999年2月 祥伝社文庫）「OL倶楽部にようこそ」
- 花迷宮（2000年7月 日文文庫）「タッチアウト」
- 私は殺される（2001年3月 ハルキ文庫）「再生」
- 事件現場に行こう（2001年11月 光文社 カッパ・ノベルス / 2006年4月 光文社文庫）「鉄格子の女」
- 緋迷宮（2001年12月 祥伝社文庫）「船上の女」
- 蒼迷宮（2002年3月 祥伝社文庫）「濃紺の悪魔」
- 危険な関係 女流ミステリー傑作選（2002年5月 ハルキ文庫）「開けるな」
- 本格ミステリ02 二〇〇二年本格短篇ベスト・セレクション（2002年5月 講談社ノベルス）「交換炒飯」
  - 【分冊・改題】天使と髑髏の密室 本格短篇ベスト・セレクション（2005年12月 講談社文庫）
- 血文字パズル（2003年2月 角川スニーカー文庫）「みたびのサマータイム」
- 闇夜に怪を語れば 百物語ホラー傑作選（2005年3月 角川ホラー文庫）「贈り物」
- 青に捧げる悪夢（2005年3月 角川書店 / 2013年2月 角川文庫）「みたびのサマータイム」
- 告白。 ピュアフル・アンソロジー（2006年9月 ピュアフル文庫）「話を聞いて」
- 犯人は秘かに笑う ユーモアミステリー傑作選（2007年1月 光文社文庫）「あなただけを見つめる」
- 卒業。 ピュアフル・アンソロジー（2007年3月 ピュアフル文庫）「たぶん、天使は負けない」
- 手紙。 ピュアフル・アンソロジー（2007年11月 ピュアフル文庫）「読めない手紙」
- 吹雪の山荘 赤い死の影の下に（2008年1月 創元クライム・クラブ）「第四章 容疑者が消えた」※リレー小説
  - 【改題】吹雪の山荘（2014年11月 創元推理文庫）
- 名探偵に訊け（2010年9月 光文社 カッパ・ノベルス / 2013年4月 光文社文庫）「蠅男」
- 今野敏選 スペシャル・ブレンド・ミステリー 謎006（2011年9月 講談社文庫）「手紙嫌い」
- 猫とわたしの七日間 青春ミステリーアンソロジー（2013年11月 ポプラ文庫ピュアフル）「砒素とネコと粉ミルク」
- 宝石 ザ ミステリー3（2013年12月 光文社）「幸せの家」
- ミステリマガジン700 国内篇 創刊700号記念アンソロジー(2014年4月 ハヤカワ・ミステリ文庫）「手紙嫌い」
- 宝石 ザ ミステリー 2014冬（2014年12月 光文社）「ゴブリンシャークの目」
- 宝石 ザ ミステリー 2016（2015年12月 光文社）「母さん助けて」
- 3時のおやつ ふたたび（2016年2月 ポプラ文庫）※エッセイアンソロジー「消えた綿飴」
- 宝石 ザ ミステリー Red（2016年8月 光文社）「黒い袖」
- 殺意の隘路 最新ベスト・ミステリー（2016年12月 光文社）「副島さんは言っている 十月」
  - 【改題・分冊】殺意の隘路（下） 日本ベストミステリー選集（2020年5月 光文社文庫）
- 宝石 ザ ミステリー Blue（2016年12月 光文社）「きれいごとじゃない）
- 自薦 THE どんでん返し（2）（2017年1月 双葉文庫）「忘れじの信州味噌ピッツァ事件」
- 謎 スペシャル・ブレンド・ミステリー 010（2017年11月 講談社文庫）「お嬢様出帆」
- 七つの大罪（2025年7月 宝島社）「最初で最高のひとくち」

### アンソロジー（編纂）
- 仁木悦子『子どもたちの長い放課後 YAミステリ傑作選』（2011年4月 ポプラ文庫ピュアフル）

### 脚本
- 毒を入れないで（初演2001年8月：劇団フーダニット。於東部フレンドホール）
- 死がいちばんの贈り物（初演2003年7月：劇団フーダニット。於タワーホール船堀）
- 汽笛が殺意を誘うとき（初演2007年8月：劇団フーダニット。於タワーホール船堀）

## 映像化作品
- クール・キャンデー（2012年6月26日、日本テレビ系『超再現!ミステリー』で放送、原作：クール・キャンデー）
- ハムラアキラ〜世界で最も不運な探偵〜（2020年1月24日 - 3月6日、NHK総合、主演：シシド・カフカ、原作：葉村晶シリーズ）[8]